# Young Man with a Horn
Young Man with a Horn (El trompetista) es una película biográfica de 1950 basada en una novela sobre el cornetista de jazz Bix Beiderbecke, también biográfica, escrita por la estadounidense Dorothy Baker (1907 - 1968). Hoy, la película ha superado la fama de la novela original. 
Esta película es considerada una de las primeras que contó con un gran presupuesto de filmación, un género que se ha transformado en algo común tras el estreno de la misma, como también una de las primeras producciones de Hollywood que ha tratado el tema del lesbianismo. 
La película contó con la actuación de Kirk Douglas, Lauren Bacall y Doris Day, y fue dirigida por Michael Curtiz. La producción corrió a cargo de Jerry Wald y Carl Foreman, y el guion estuvo en manos de Carl Foreman y Edmund H. North.

## Personajes y elenco
Kirk Douglas representa al personaje principal, Rick Martin, basado en Bix Beiderbecke. Lauren Bacall tiene el segundo papel de la obra: el amor confuso de Martin, llamada Amy North. Este fue uno de los pocos libretos aceptados por Bacall, quien se hizo famosa por su hábito de rechazar roles, e incluso admitió en su autobiografía que ni siquiera le importaba mucho el papel.
El resto del reparto incluye a Hoagy Carmichael (músico de jazz en la vida real) y a Juano Hernández. La parte de la trompeta de Douglas era interpretada por Harry James.
- Kirk Douglas: Rick Martin
- Lauren Bacall: Amy North
- Doris Day: Jo Jordan
- Hoagy Carmichael: Willie Willoughby
- Juano Hernández: Art Hazzard
- Jerome Cowan: Phil Morrison
- Mary Beth Hughes: Marge Martin
- Nestor Paiva: Louis Galba
- Orley Lindgren: Young Rick
- Walter Reed: Jack Chandler
- Jean Spangler: extra

## Tratamiento del lesbianismo
La película se considera una de las primeras producciones de Hollywood en presentar una mujer con tendencias lésbicas implícitas. Esto es sugerido por las ocasionales actitudes frígidas del personaje de Bacall donde durante la ausencia de su esposo habla al mismo tiempo de mudarse a Europa con una artista femenina. Más tarde, se conoce la identidad de la artista, Miss Carson, a la que Amy dice entusiasmada:

Me muero por ver el resto de tus esbozos.

Por este tema, controvertido en la época, la película fue censurada y prohibida en varios países hasta que se relanzó mundialmente en 1962. La industria del cine en los Estados Unidos, de acuerdo con el Código de Producción, se alegró de poder reproducir la película nuevamente en 1950. Algunos críticos de cine han sugerido que esto pudo haber sido porque el film supuestamente mostraba la "inmoralidad" del lesbianismo e instaba a las mujeres "normales" a regresar con sus esposos.